# O loupežníku Rumcajsovi

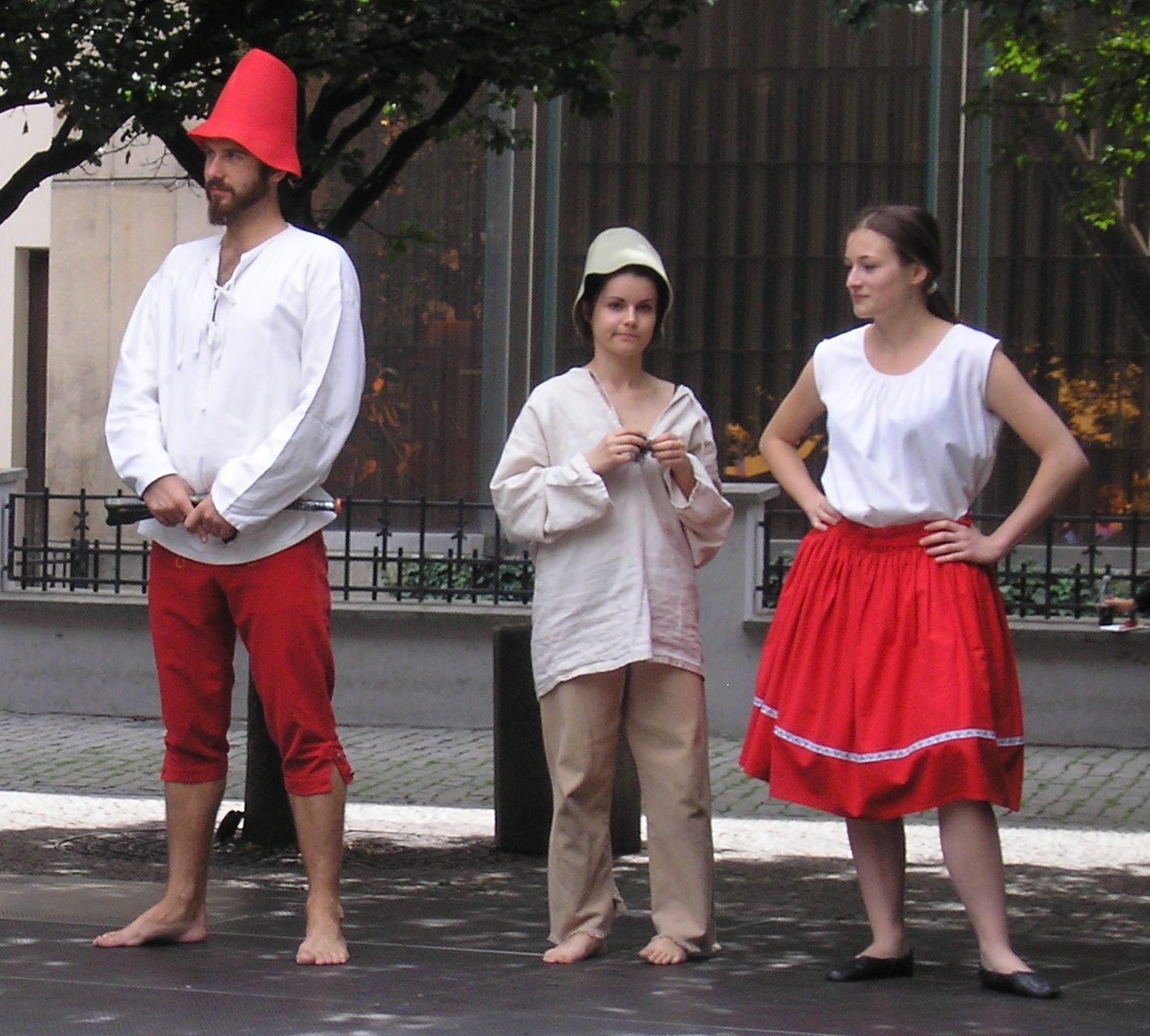
Rumcajs, Manka a Cipísek ztvárnění herci na Staroměstském náměstí v Praze

O loupežníku Rumcajsovi je český Večerníček z dílny spisovatele Václava Čtvrtka a kreslíře Radka Pilaře. Večerníček pojednává o loupežníku Rumcajsovi žijícím v lese Řáholci u Jičína. Večerníček vznikal a byl premiérově vysílán ve třech třináctidílných řadách, první v letech 1967 a 1968, druhá v roce 1969 a 1970, obě namluvené Karlem Högerem a třetí v roce 1984, kterou namluvil Eduard Cupák. Všechny tři série mají dohromady 39 dílů. V roce 1972 bylo natočeno třináct dílů večerníčku O loupežnickém synku Cipískovi s postavou loupežníka Rumcajse.

## Děj a postavy
Loupežník Rumcajs byl původně jičínským ševcem, boty si u něj nechal šít i jičínský starosta Humpál. Rumcajs se však se starostou neshodl a byl za to vykázán z města. Usadil se v lese Řáholci, kde se začal živit jako loupežník. Žije tu společně se svou manželkou Mankou a synkem Cipískem, s nimiž prožívá spoustu dobrodružství, protože jičínské panstvo je chce z lesa vystrnadit. V těchto dílech vystupuje Rumcajs jako kladný hrdina, který bojuje proti vrchnosti.

### Hlavní postavy
- Rumcajs
- Manka
- Cipísek (vystupuje od dílu 26)

### Vedlejší postavy
- starosta Humpál
- rychtář Navrátek
- knížepán
- kněžna
- obr Rabiják
- vodník Volšoveček

## Seznam dílů

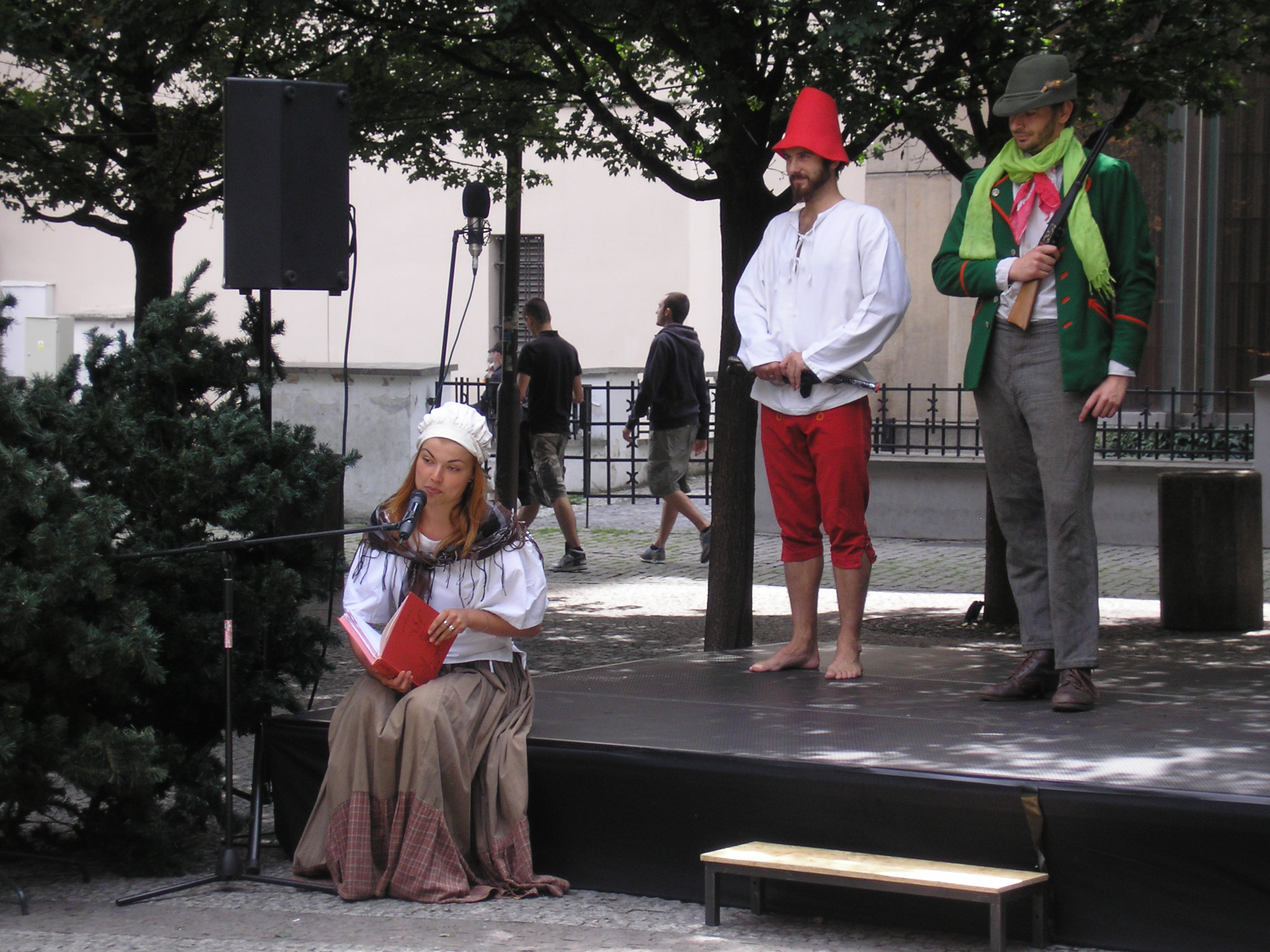
Rumcajs a myslivec v podání herců na Staroměstském náměstí v Praze

1. Jak se švec Rumcajs stal loupežníkem - 5. listopadu 1967
2. Jak Rumcajs přechytračil knížepána - 12. listopadu 1967
3. Jak Rumcajs vychoval čtyři pěničky - 19. listopadu 1967
4. Jak Rumcajs dal Mance sluneční paprsek - 26. listopadu 1967
5. Jak Rumcajs loupil jablko - 3. prosince 1967
6. Kousky dona Mirákla - 10. prosince 1967
7. Jak Rumcajs překejchal generála - 17. prosince 1967
8. Jak Rumcajs pro kukačku padl málem do vězení - 7. ledna 1968
9. Jak Rumcajs dělal tancmajstra - 14. ledna 1968
10. Jak měl Rumcajs patálii s drakem - 21. ledna 1968
11. Jak Rumcajs hledal špunt od rybníka - 28. ledna 1968
12. Jak Rumcajs upadl do okovů - 4. února 1968
13. Jak Rumcajse přivedly boty k poctivosti - 11. února 1968
14. Jak se Rumcajs dal znovu na loupežničinu - 25. ledna 1970
15. Jak Rumcajs kočíroval sumce Holdegrona - 1. února 1970
16. Jak Rumcajs osolil knížepánovi zelí - 8. února 1970
17. Jak Rumcajs léčil kukačku - 15. února 1970
18. Jak Rumcajs s obrem štípali o Řáholec dříví - 22. února 1970
19. Jak myslivec Muška pásl včely - 1. března 1970
20. Jak Rumcajs vydobyl Manku na svobodu - 8. března 1970
21. Jak Rumcajs pomáhal Kubovi z vojny - 15. března 1970
22. Jak Rumcajs stonal a zase se uzdravil - 22. března 1970
23. Kterak Rumcajs zatopil pod kotlem - 29. března 1970
24. Jak se stal Rumcajs na hodinu císařpánem - 30. března 1970
25. O vodnickém kolovrátku - 5. dubna 1970
26. Jak se Rumcajs nakonec vrátil k poctivosti - 12, dubna 1970
27. Jak šel Rumcajs pro mašličkovou sponku - 4. listopadu 1984
28. Jak Cipísek chránil jelení studánku - 5. listopadu 1984
29. Jak šel Rumcajs do Kartouz pro včely - 6. listopadu 1984
30. Jak Rumcajs vyspravil císařskou silnici - 7. listopadu 1984
31. Jak šel Cipísek do Jičína pro chleba - 8. listopadu 1984
32. Jak se Rumcajs podruhé potkal s Rabijákem - 9. listopadu 1984
33. Jak měl Rumcajs velkou starost o Manku - 10. listopadu 1984
34. Jak chtěl Cipísek do světa - 11. listopadu 1984
35. Jak Rumcajs vysadil duhu na nebe - 12. listopadu 1984
36. Jak Rumcajs vyhnal z Řáholce dubové mužíky - 13. listopadu 1984
37. Jak se Rumcajs postaral o věžovou bránu - 14. listopadu 1984
38. Jak knížepán poslal za sebe nájemníka - 15. listopadu 1984
39. Jak si Cipísek střelil pro sluneční prstýnek - 16. listopadu 1984

## Autoři
- Dramaturg: Irena Povejšilová
- Režie: Ladislav Čapek
- Výtvarník: Radek Pilař
- Namluvil: Karel Höger (1.–26. díl), Eduard Cupák (27.–39. díl)
- Námět: Václav Čtvrtek
- Scénář: Václav Čtvrtek, Milan Nápravník, Anna Jurásková, Irena Povejšilová
- Vedoucí výroby: Alena Štantejská, Jan Čumpelík, Helena Kiliánová
- Střih 1: Zdena Navrátilová
- Střih 2: Filip Blažek
- Hudba: Václav Lídl
- Mistr zvuku: Benjamin Astrug